# مؤسسه فناوری پکن
مؤسسه فناوری پکن (انگلیسی: Beijing Institute of Technology) دانشگاه دولتی مستقر در شهر پکن، چین است، که در سال ۱۹۴۰ تأسیس شد.